# Жермен Дюлак
Жермен Дюлак (фр. Germaine Dulac; 17 листопада 1882, Ам'єн — 13 липня 1942, Париж) — французька сюрреалістка: кінорежисерка, сценаристка і теоретикиня кіно.

## Біографія
Народилися в сім'ї генерала Сессе-Шнейдера. З 1909 року Дюлак працювала театральною критикинею і журналісткою, а в 1914 році почала працювати в кіно. В її творчій практиці чергуються рядові комерційні постановки з експериментальними фільмами. Вже у 1916 році самостійно поставила фільм «Сестри-вороги».
У 1919 році Жермен поставила фільм за сценарієм Луї Деллюка (його перший сценарій) — «Іспанське свято», а в 1923 році на екрани вийшов її фільм «Усміхнена мадам Беде», в основу якого була покладена п'єса А. Обея. З точки зору сюрреалістичного досвіду особливий інтерес становить фільм «Раковина і священник», поставлений за сценарієм поета Антонена Арто.
В період 1930–1940 років Дюлак працювала директоркою хроніки «Пате-журнал», очолювала також кіножурнал «Франс актюаліте» і ввела в ужиток термін «авангард» для позначення експериментального напряму французького кіно 1920-х років.
Жермен Дюлак є авторкою декількох порнографічних фільмів.
Була одружена з письменником-романістом Альбертом Дюлаком.

## Фільмографія
- 1915 — Сестри-вороги / Sceurs enemies
- 1916 — Ураган життя / Geo le mysterieux. L'ouragan de la vie
- 1917 — Душі божевільних / Ames defua
- 1919 — Іспанське свято / La feteespagnole
- 1921 — Смерть сонця / La mortdusoleil
- 1923 — Усміхнена мадам Беде / La Souriante Madame Beudet
- 1924 — Диявол у місті / Le diable dans la ville
- 1925 — Душа артистки / Âme d'artiste
- 1926 — Запрошення до подорожі
- 1927 — Раковина і священник[en] / La Coquille et le clergyman
- 1929 — Пластинка 927 / Disque 927
- 1929 — Арабеска / Arabesque
- 1929 — Теми і варіації / Themes et variations